# Dietmar Trillus
Dietmar Trillus (ur. 21 maja 1958) – kanadyjski łucznik, mistrz świata. Startuje w konkurencji łuków bloczkowych.
Największym jego osiągnięciem jest złoty medal mistrzostw świata indywidualnie w 2007 roku w Lipsku.